# Jonathan Stark (Schauspieler)
Jonathan Stark (* 16. Februar 1952 in Erie, Pennsylvania) ist ein US-amerikanischer Schauspieler, Drehbuchautor und Fernsehproduzent.

## Leben
Stark begann seine Karriere 1981 zunächst als Schauspieler, seinen ersten Fernsehauftritt hatte er in einer Gastrolle in der kurzlebigen Horrorserie Darkroom mit James Coburn in der Hauptrolle. Sein Leinwanddebüt feierte er 1985 in Die rabenschwarze Nacht – Fright Night, wo er neben Chris Sarandon und Roddy McDowall eine größere Nebenrolle spielte. 1987 war er an der Seite von Matthew Broderick und Helen Hunt im Science-Fiction-Film Project X zu sehen, im selben Jahr stellte er neben Arye Gross eine der Hauptrollen in der Horrorkomödie House II – Das Unerwartete dar. Bis Mitte der 1990er Jahre spielte er in weiteren Film- und Fernsehproduktionen mit und war auch als Synchronsprecher an Die grellen Lichter der Großstadt und Rain Man beteiligt, jedoch bereits ab Anfang der 1990er Jahre verlagerte sich sein Arbeitsschwerpunkt hinter die Kamera.
Mit seiner Co-Autorin Tracy Newman schrieb er ab 1990 Drehbücher für Sitcoms, darunter Cheers, Die Nanny und Ellen. Gemeinsam entwickelten sie das Konzept zur Comedyserie Immer wieder Jim, von der zwischen 2001 und 2009 insgesamt 182 Episoden entstanden. 1997 wurde er mit dem Emmy ausgezeichnet, im Jahr darauf für den WGA Award nominiert.
Seit 1996 ist Stark auch als Produzent tätig, unter anderem war er bei 137 Episoden von Immer wieder Jim ausführender Produzent. Er ist verheiratet und hat zwei Kinder.

## Filmografie (Auswahl)

### Schauspiel
- 1985: Das Model und der Schnüffler (Moonlighting, Fernsehserie)
- 1985: Die rabenschwarze Nacht – Fright Night (Fright Night)
- 1987: Cheers (Fernsehserie)
- 1987: House II – Das Unerwartete (House II: The Second Story)
- 1987: Project X
- 1990: Geschichten aus der Gruft (Tales from the Crypt, Fernsehserie)
- 1992: Mom und Dad retten die Welt (Mom and Dad Save the World)
- 1996: Ellen (Fernsehserie)

### Produktion
- 1994–1996: Ellen (Fernsehserie)
- 1999: Drew Carey Show (Fernsehserie)
- 2001–2008: Immer wieder Jim (According to Jim, Fernsehserie)
- 2011–2013: Bucket & Skinner (Fernsehserie)

### Drehbuch
- 1991–1992: Cheers (Fernsehserie)
- 1994: Die Nanny (The Nanny, Fernsehserie)
- 1995–1996: Ellen (Fernsehserie)
- 1999: Drew Carey Show (Fernsehserie)
- 2001–2002: Immer wieder Jim (According to Jim, Fernsehserie)

## Auszeichnungen
- 1997: Emmy in der Kategorie Drehbuch für eine Comedyserie für Ellen
- 1998: WGA Award in der Kategorie Episodic Comedy für Ellen